# Herrarnas fyra med styrman i rodd vid olympiska sommarspelen 1992
Herrarnas fyra med styrman i rodd vid olympiska sommarspelen 1992 avgjordes mellan den 27 juli och 1 augusti 1992.

## Medaljörer
| Gren             | Guld                                                                                  | Silver                                                                        | Brons                                                                              |
| Fyra med styrman | Rumänien Iulica Ruican Viorel Talapan Dimitrie Popescu Dumitru Răducanu Nicolaie Taga | Tyskland Ralf Brudel Uwe Kellner Thoralf Peters Karsten Finger Hendrik Reiher | Polen Wojciech Jankowski Maciej Lasicki Jacek Streich Tomasz Tomiak Michał Cieślak |

## Resultat

### A-final
| Placering | Roddare                                                                                      | Land      | Tid     |
| --------- | -------------------------------------------------------------------------------------------- | --------- | ------- |
| 1         | Iulica Ruican, Viorel Talapan, Dimitrie Popescu, Dumitru Răducanu och Nicolaie Taga          | Rumänien  | 5:59,37 |
| 2         | Ralf Brudel, Uwe Kellner, Thoralf Peters, Karsten Finger och Hendrik Reiher                  | Tyskland  | 6:00,34 |
| 3         | Wojciech Jankowski, Maciej Lasicki, Jacek Streich, Tomasz Tomiak och Michał Cieślak          | Polen     | 6:03,27 |
| 4         | James Neil, Teo Bielefeld, Sean Hall, Jack Rusher och Tim Evans                              | USA       | 6:06,03 |
| 5         | Yannick Schulte, Philippe Lot, Daniel Fauché, Jean-Paul Vergne och Jean-Pierre Huquet-Balent | Frankrike | 6:06,82 |
| 6         | Veniamin But, Igor Bortnitsky, Vladimir Romanisjin, Gennedj Kryutjkin och Pyotr Petrinitj    | OSS       | 6:12,13 |